# Wińsko (stacja kolejowa)
Wińsko − nieczynna stacja kolejowa w Wińsku, w Polsce, w województwie dolnośląskim, w powiecie wołowskim.